# Біляль Мазхар
Біляль Мазхар Абдельрахман Абдельгаліль (араб. بلال مظهر عبد الرحمن عبد الجليل, нар. 21 листопада 2003, Шатору) — єгипетський футболіст, нападник португальського клуба «Ештрела».
Виступав за олімпійську збірну Єгипту.

## Клубна кар'єра
Народився 21 листопада 2003 року в родині єгипетського футболіста Мажара Абделя Рахмана у французькому місті Шатору, за місцеву команду якого на той час виступав його батько. Згодом родина повернулася до Єгипту, де Біляль продовжив справу батька, приєднавшись до академії клубу «Ель Мокаволун аль-Араб».
2019 року був запрошений до структури грецького «Панатінаїкоса». У дорослому футболі дебютував 2022 року виступами за другу команду афінського клубу.
31 серпня 2024 року Мажар підписав дворічний контракт з португальським клубом «Ештрела».

## Виступи за збірні
2023 року залучався до складу молодіжної збірної Єгипту. На молодіжному рівні зіграв у 5 офіційних матчах, забив 2 голи.
У складі олімпійської збірної Єгипту — учасник футбольного турніру на Олімпійських іграх у Парижі.

## Статистика виступів

### Статистика клубних виступів
Станом на 22 липня 2024
| Сезон             | Команда           | Чемпіонат         | Чемпіонат | Чемпіонат | Національний кубок | Національний кубок | Національний кубок | Континентальні кубки | Континентальні кубки | Континентальні кубки | Інші змагання | Інші змагання | Інші змагання | Усього | Усього | Усього |
| Сезон             | Команда           | Ліга              | Ігор      | Голів     | Ліга               | Ігор               | Голів              | Ліга                 | Ігор                 | Голів                | Ліга          | Ігор          | Голів         | Ігор   | Голів  |        |
| ----------------- | ----------------- | ----------------- | --------- | --------- | ------------------ | ------------------ | ------------------ | -------------------- | -------------------- | -------------------- | ------------- | ------------- | ------------- | ------ | ------ | ------ |
| 2021–22           | «Панатінаїкос»    | СЛ2               | 4         | 0         |                    | -                  | -                  |                      | -                    | -                    |               | -             | -             | 4      | 0      |        |
| 2022–23           | «Панатінаїкос»    | СЛ2               | 18        | 6         |                    | -                  | -                  |                      | -                    | -                    |               | -             | -             | 18     | 6      |        |
| 2023–24           | «Панатінаїкос»    | СЛ2               | 25        | 5         |                    | -                  | -                  |                      | -                    | -                    |               | -             | -             | 25     | 5      |        |
| Усього за кар'єру | Усього за кар'єру | Усього за кар'єру | 47        | 11        |                    | -                  | -                  |                      | -                    | -                    |               | -             | -             | 47     | 11     |        |